# Departamento Antártida Argentina
El departamento Antártida Argentina (denominado Sector Antártico Argentino hasta el 27 de octubre de 2017) es una de las cinco subdivisiones territoriales de la provincia de Tierra del Fuego, Antártida e Islas del Atlántico Sur en la República Argentina. Está conformado por todas las tierras y barreras de hielo situadas dentro del sector de la Antártida comprendido entre los meridianos 25°O y 74°O, el paralelo 60°S y el polo sur. Tiene 964 847 km², siendo el mayor departamento de la provincia y de la Argentina. 
El 27 de octubre de 2017, por ley de la Legislatura de la provincia de Tierra del Fuego, Antártida e Islas del Atlántico Sur, fue derogado el decreto territorial 149/70 que creó el departamento con el nombre de departamento Sector Antártico Argentino, renombrándolo como departamento Antártida Argentina e incluyendo dentro del mismo a las islas Orcadas del Sur, que hasta entonces formaban parte del departamento Islas del Atlántico Sur.
Desde la entrada en vigor del Tratado Antártico el 23 de junio de 1961 toda el área que luego pasó a ser el departamento quedó bajo su jurisdicción, por lo que el ejercicio de actos soberanos argentinos se hace sin perjuicio de los derechos ejercidos por otros países firmantes del tratado. La totalidad del territorio es reclamada por el Reino Unido como parte del Territorio Antártico Británico, y el sector occidental desde el meridiano 53° O es reclamado por Chile como parte del Territorio Chileno Antártico.

## Historia
Argentina realizó en la isla Decepción su toma de posesión formal del territorio continental antártico el 8 de noviembre de 1942, mediante la colocación de un cilindro que contenía un acta y una bandera argentina dejados allí por una expedición al mando del capitán de fragata Alberto J. Oddera.
El 7 de abril de 1948 por decreto n.º 9905 se estableció la dependencia política-administrativa del Sector Antártico Argentino del gobernador marítimo del entonces territorio nacional de Tierra del Fuego.

Art. 1. Establécese que la jurisdicción de la autoridad del Gobernador Marítimo del Territorio Nacional de Tierra del Fuego, comprende también los territorios nacionales del sector antártico y de las islas del Atlántico no explícitamente comprendidas dentro de la jurisdicción de otra autoridad de la Nación.

En 1957 se fijaron legalmente los límites de las áreas territoriales de la Antártida sobre las que Argentina reclama soberanía, incorporándose dichos territorios al departamento Isla de los Estados del Territorio Nacional de Tierra del Fuego.
En la campaña antártica argentina de 1958-1959 el ARA Bahía Aguirre viajó el gobernador del Territorio Nacional de Tierra del Fuego, para poner en funciones al primer delegado antártico del gobierno fueguino, el capitán de corbeta Rodolfo C. Castorina, jefe del Destacamento Naval Decepción.
El 8 de abril de 1970 el gobernador de Tierra del Fuego dictó el decreto N° 149 creando cuatro departamentos, entre ellos el departamento Sector Antártico Argentino:

Departamento Sector Antártico Argentino:

Norte: paralelo 60°

Sur: Polo Sur

Este: meridiano 25°

Oeste: meridiano 74°. Exclúyense de este sector las islas Orcadas por haberse incorporado al Departamento Islas del Atlántico Sud.

El decreto no designó ninguna población cabecera para el departamento.
El 26 de abril de 1990 fue sancionada la ley nacional n.º 23775 que creó la provincia de Tierra del Fuego, Antártida e Islas del Atlántico Sur, que expresa en su artículo 2º: «En lo que se refiere a la Antártida, Malvinas, Georgias del Sur, Sandwich del Sur y demás islas subantárticas, la nueva provincia queda sujeta a los tratados con potencias extranjeras que celebre el gobierno federal, para cuya ratificación no será necesario consultar al gobierno provincial».
El 4 de julio de 1996 la Legislatura de la provincia de Tierra del Fuego sancionó la ley n.º 307 de Política Antártica Provincial, que definió los lineamientos generales de la acción del gobierno provincial respecto a la Antártida, y creó la Comisión Provincial del Antártico, cuya función primaria es la de asesorar al gobernador sobre la implementación de las estrategias, políticas y acciones a
desarrollar, tendientes a consolidar la participación provincial en la temática antártica. El 4 de septiembre de 2003 fue sancionada la ley N° 585 que remplazó a la ley N° 307. Fue promulgada el 24 de septiembre y publicada en el boletín oficial provincial el 8 de octubre del mismo año.
Por esta ley el Gobierno fueguino se otorgó facultades para «operar instalaciones en el territorio antártico, en acuerdo o a solicitud de la autoridad competente nacional y bajo el marco del Sistema del Tratado Antártico», «organizar, promover o apoyar expediciones de carácter científicas o técnicas», y «organizar, promover o apoyar canales educativos para la formación, capacitación y/o especialización de recursos humanos orientado a las actividades que se realicen en el ámbito antártico».
En 2015 el Gobierno de Tierra del Fuego envió a la legislatura provincial una propuesta para modificar los límites departamentales de la provincia con el fin de «contribuir a la soberanía territorial de la Nación». La iniciativa fue impulsada por el Consejo Asesor Observatorio Cuestión Malvinas y establece la división política de la provincia en cuatro departamentos. En esta propuesta las islas Orcadas del Sur pasarían a ser parte del departamento Antártida Argentina, pero sin embargo, la propuesta no fue aprobada por la legislatura.

Departamento Antártida Argentina

- Norte: Paralelo 60° Sur.

- Sur: Polo Sur.

- Este: Meridiano de 25° Oeste.

- Oeste: Meridiano de 74° Oeste.

El 27 de octubre de 2017 fue sancionada una ley, que además de crear el departamento Tolhuin, cambió el nombre del departamento Sector Antártico Argentino por el de departamento Antártida Argentina y le incluyó las islas Orcadas del Sur.

5. DEPARTAMENTO ANTÁRTIDA ARGENTINA:
Norte: Paralelo 60° sur.
Sur: Polo sur.
Este: Meridiano de 25° oeste.
Oeste: Meridiano de 74° oeste.
Todos los valores geodésicos están expresados en el marco de referencia oficial del país, POSGAR' 07.

El 5 de agosto de 2020, la Cámara de Diputados de la Nación Argentina, aprobó por unanimidad la demarcación definitiva del límite exterior de la Plataforma Continental Argentina. Esta demarcación (que ahora supera las 200 millas marítimas), también se estableció sobre el departamento Antártida Argentina.

## Demografía

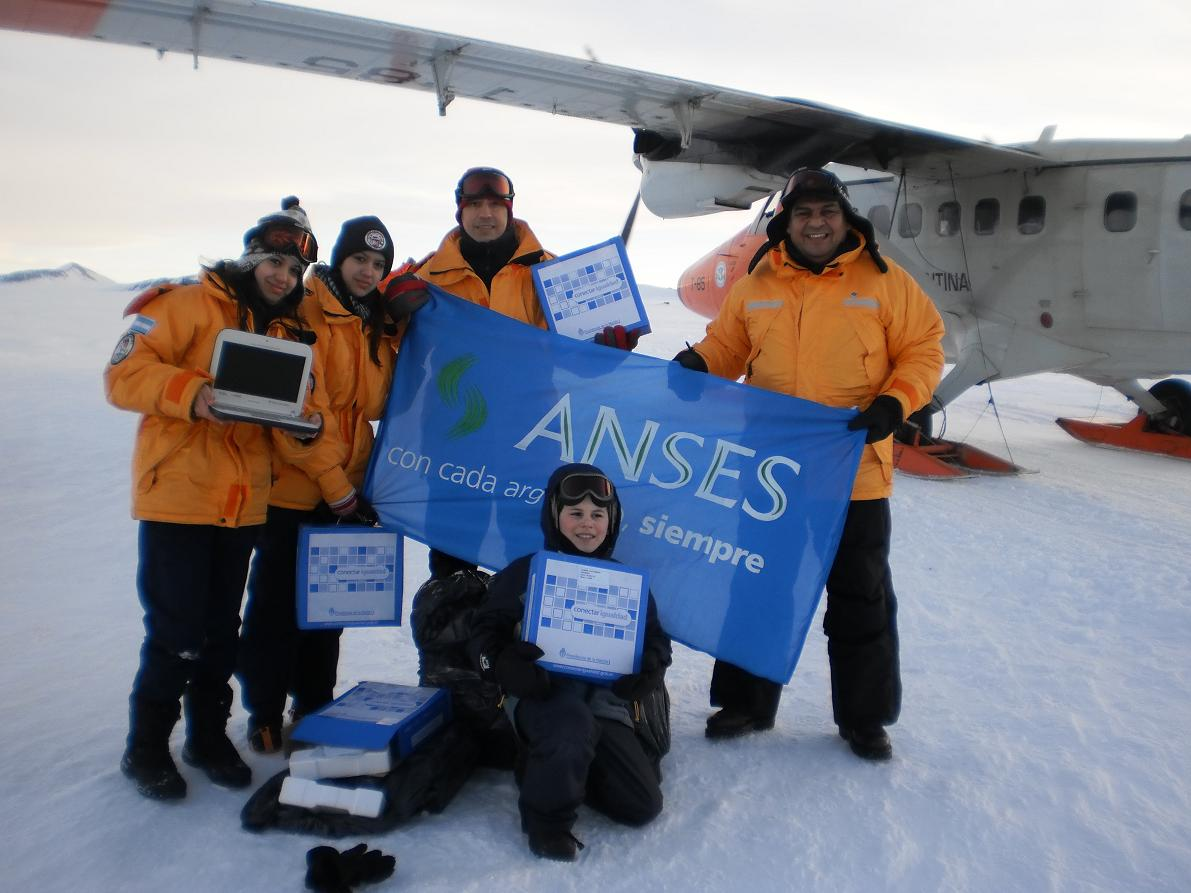
Alumnos y docentes de la escuela de la base Esperanza en 2011.

En toda la Tierra de San Martín y alrededores, la población en las bases permanentes de distintos países llegaba a 469 habitantes y a 1261 en verano. La siguiente tabla muestra la población argentina del departamento a lo largo de los años. Los datos provienen solamente de las bases argentinas Marambio, Carlini, Esperanza, San Martín y Belgrano II:
| Censo 1991 | Censo 2001 | Censo 2010 |
| ---------- | ---------- | ---------- |
| 142        | 163        | 213        |

El INDEC reportó en 2010 190 habitantes, de los cuales 162 eran hombres y 28, mujeres, habitando en 12 viviendas.
Para las elecciones provinciales de 2015, el departamento contó con 6 mesas habilitadas y 174 electores. En las elecciones primarias del mismo año el padrón subió a 281 electores.
El departamento fue relevado por el censo 2010. Se constató que había 17 habitantes en las islas antárticas con presencia argentina.  Por otra parte, otros 190 pobladores se ubicaban en departamento del continente blanco. Durante el censo 2022 el conteo fue modificado para y no se separó más a la población entre los dos departamentos. Ambas divisiones registraron que en las bases argentinas había 81 habitantes con una fuerte disminución del 60.9% respecto del censo anterior.

### Localidades
En la sección administrada por Argentina existen 67 refugios argentinos y 13 bases,  administradas por la Dirección Nacional del Antártico, el Instituto Antártico Argentino y el Comando Conjunto Antártico. La población anual se registró de 213 habitantes en el último censo, en verano del 2011 se realizó para las estaciones que trabajan en esa estación.
| Localidad   | Anual | Verano |
| ----------- | ----- | ------ |
| Orcadas     |       |        |
| Marambio    | 75    | 160    |
| Esperanza   | 66    | 142    |
| Carlini     | 33    | 100    |
| San Martín  | 20    | 20     |
| Belgrano II | 19    | 19     |
| Brown       | 0     | 12     |
| Decepción   | 0     | 15     |
| Matienzo    | 0     | 15     |
| Primavera   | 0     | 8      |
| Cámara      | 0     | -      |
| Melchior    | 0     | -      |
| Petrel      | 0     | -      |
| Total       | 213   | 491    |

## Instalaciones provinciales

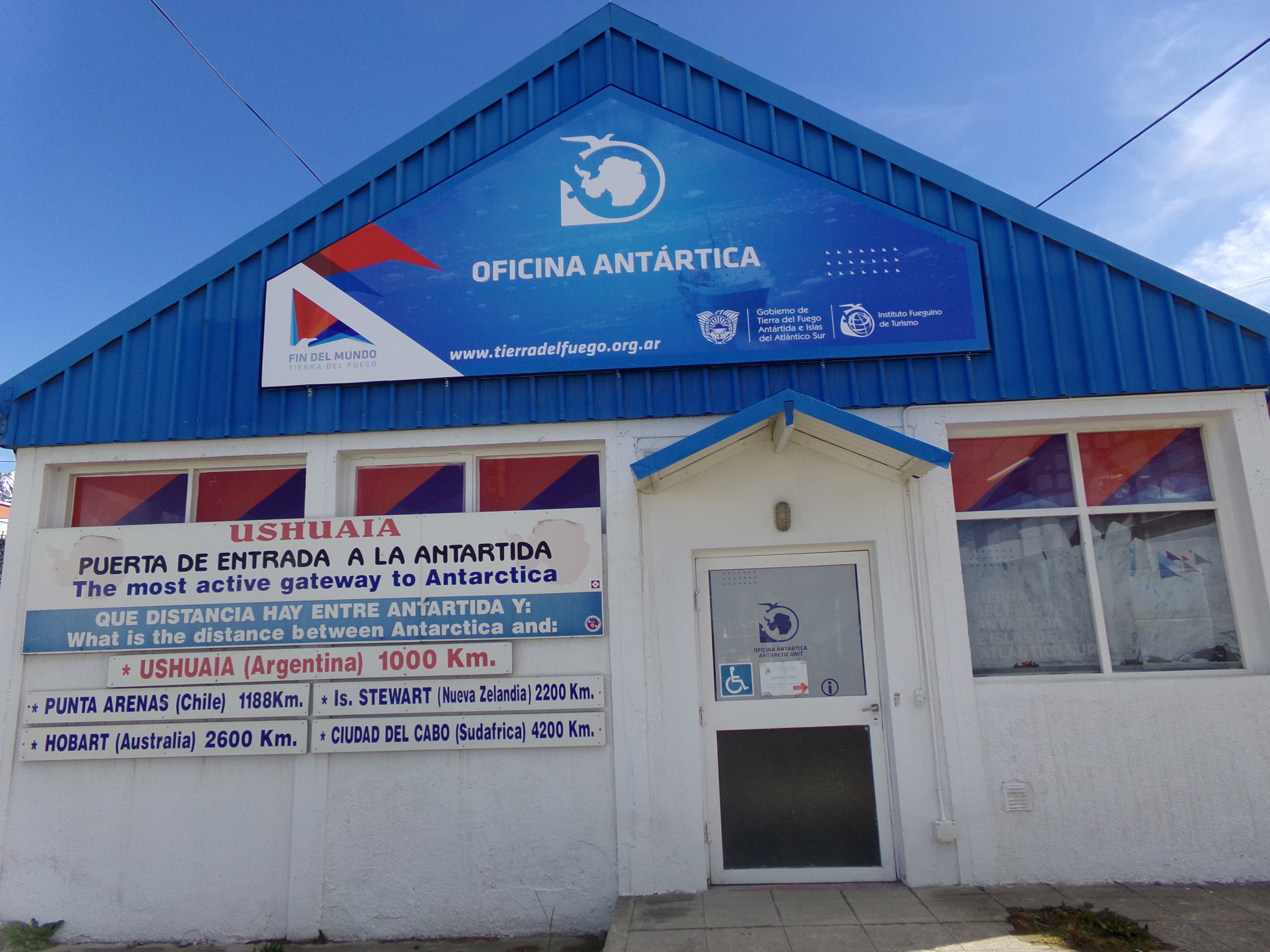
Oficina antártica de Ushuaia.

En el marco de lo dispuesto por las leyes provinciales n.º 307 y 585, el gobierno provincial administra desde 1997 la Escuela Provincial N° 38 Raúl Ricardo Alfonsín en el Fortín Sargento Cabral de la Base Esperanza. Como administrador, el gobierno provincial es el encargado de la designación del personal docente.
En 1995 el gobierno provincial instaló el refugio Ona en la costa Fallières y la zona de los glaciares aledaños a la base San Martín. La instalación del refugio formó parte del proyecto científico Perito Moreno, llevado a cabo bajo convenio firmado con el Instituto Antártico Argentino y la Universidad de Friburgo de Alemania, siendo el primer establecimiento fueguino en la Antártida, y construido y diseñado íntegramente en territorio de la isla Grande de Tierra del Fuego.
En 1992, el Instituto Fueguino de Turismo del gobierno provincial creó una Oficina Antártica en Ushuaia para asistir a los pasajeros de los cruceros turísticos que visitan el puerto de Ushuaia antes de partir hacia la Antártida. También realiza trabajos de monitoreo del tránsito antártico y distintas actividades destinadas a mejorar el manejo de la actividad turística en la Antártida.
El resto de las instalaciones antárticas argentinas son administradas por la Dirección Nacional del Antártico del gobierno nacional.